# Smash Hits
Smash Hits é uma coletânea lançada pelo The Jimi Hendrix Experience em 1968 no Reino Unido e 1969 nos EUA. O álbum reúne os maiores sucessos da banda, e ambas edições provaram ser um longo e popular sucesso.
A versão do Reino Unido foi a primeira a ser lançada em Abril de 1968, apenas 4 meses após o segundo álbum de estúdio, Axis: Bold as Love, enquanto ainda trabalhavam no terceiro álbum. Contém os quatro primeiros singles lançados no Reino Unido (e seus respectivos lado B) somados a 4 fantásticas faixas do Are You Experienced, Smash Hits foi um tremendo sucesso - O quinto mais vendido no Reino Unido e ficou por muito tempo em alta. Este álbum também foi marcado pela primeira aparição no Álbum da canção "Burning of the Midnight Lamp", 5 meses apenas após seu lançamento no álbum Electric Ladyland.
Na América, as coisas foram um pouco diferente. A gravadora de Hendrix neste país, a Reprise Records, achou que o lançamento de uma coletânea tão cedo era um pouco precipitado e esperou até a metade de 1969 (Coincidindo com a saída de Noel Redding da banda) para lançar uma versão diferente do mesmo álbum. Naquele momento, com o lançamento do Electric Ladyland, havia mais opções para a criação de uma coletânea. Houve faixas que foram retiradas da edição do Reino Unido do Are You Experienced de 1967 para abrir caminho para "Hey Joe", "Purple Haze" e "The Wind Cries Mary". Como resultado, a versão americana de Smash Hits - que alcançou a sexta posição neste pais - É mais equilibrada e representa melhor a carreira da banda. Entretanto, a versão do Reino Unido é a única versão de Hendrix onde pode-se encontrar uma versão mono rara de "Stars That Play With Laughin Sam's Dice" de 1967.
Em 1997, A família de Hendrix compilou e editou Experience Hendrix: The Best of Jimi Hendrix que atualmente é tido como a obra definitiva de Hendrix.

## Faixas
Todas as canções de Jimi Hendrix, exceto onde comentado.

### Versão lançada no Reino Unido
1. "Purple Haze" - 2:52
2. "Fire" - 2:45
3. "The Wind Cries Mary" - 3:20
4. "Can You See Me" - 2:33
5. "51st Anniversary" - 3:16
6. "Hey Joe" (Roberts) - 3:30
7. "Stone Free" - 3:36
8. "Stars That Play With Laughing Sam's Dice" - 4:21
9. "Manic Depression" - 3:42
10. "Highway Chile" - 3:32
11. "Burning of the Midnight Lamp" - 3:39
12. "Foxey Lady" - 3:18

### Versão lançada nos EUA
1. "Purple Haze" - 2:52
2. "Fire" - 2:45
3. "The Wind Cries Mary" - 3:20
4. "Can You See Me" - 2:33
5. "Hey Joe" - 3:30
6. "All Along the Watchtower" (Bob Dylan) - 4:00
7. "Stone Free" - 3:36
8. "Crosstown Traffic" - 2:19
9. "Manic Depression" - 3:42
10. "Remember" - 2:48
11. "Red House" - 3:50
12. "Foxey Lady" - 3:19

## Formação da banda
- Jimi Hendrix - guitarra, vocal, baixo, piano
- Mitch Mitchell - bateria
- Noel Redding - baixo, vocal

## Posição nas paradas musicais e certificações
| Chart (1968–1969)                       | Melhor posição |
| --------------------------------------- | -------------- |
| Canadá (RPM LP Chart)                   | 3              |
| Alemanha                                | 19             |
| Noruega                                 | 11             |
| Reino Unido (Official Charts)           | 4              |
| Estados Unidos (Billboard 200)          | 6              |
| Estados Unidos (Best Selling Soul LP's) | 22             |

Foi certificado em 2× Platina pela Recording Industry Association of America (RIAA) e em ouro pela British Phonographic Industry (BPI).